# Franz von Martin
Franz Joseph Benedikt Martin, seit 1917 Ritter von Martin, (* 15. April 1854 in Germersheim; † 12. August 1931 in München) war ein bayerischer Generalleutnant.

## Leben

### Familie
Franz war der Sohn des späteren bayerischen Generalmajors Franz Martin (1826–1906) und dessen Ehefrau Therese, geborene Mayr (1825–1882). Seine Schwester Luise Martin (1853–1930) war mit dem Oberstleutnant Max Schaezler (1841–1915) verheiratet.
Am 16. April 1881 verheiratete sich Franz mit Theodolinde, geschiedene Riedinger, geborene Wurm (1859–1926). Aus der Ehe gingen die drei Töchter Therese (1882–1964), Ida (* 1883) und Gabriele Luise (* 1886) hervor.

### Militärkarriere
Nach dem Besuch des Kadettenkorps trat Martin am 8. August 1873 als Portepeefähnrich in das 4. Chevaulegers-Regiment der Bayerischen Armee ein, das gerade aus seiner Besatzungstätigkeit aus Frankreich zurückgekehrt war. Am 12. November 1875 wurde er zum Unterleutnant befördert und am 13. November 1882 zum 1. Ulanen-Regiment nach Bamberg versetzt. 1882/85 absolvierte er für drei Jahre die Kriegsakademie, die ihm die Qualifikation für die Höhere Adjutantur aussprach. Als Premierleutnant wurde Martin Mitte April 1889 unter Stellung à la suite seines Regiments Adjutant der 1. Kavallerie-Brigade und avancierte bis Juni 1894 zum Rittmeister. Von Juni 1896 bis März 1900 diente er im Kriegsministerium bei der Abteilung für Allgemeine Armeeangelegenheiten und stieg Mitte März 1897 zum Major auf. Vom 21. März 1900 bis 20. August 1905 war Martin Kommandeur des 2. Chevaulegers-Regiments „Taxis“ in Dillingen und stieg in dieser Stellung bis März 1903 zum Oberst auf. Anschließend erfolgte seine Ernennung zum Kommandeur der 3. Kavallerie-Brigade in Dieuze und am 28. Oktober 1905 die Beförderung zum Generalmajor. Wilhelm II. verlieh Martin 1908 den Kronenorden II. Klasse.
Am 21. November 1908 wurde vom Kriegsministerium aufgrund eines chronischen Magen-Darm-Katarrhs das Vorliegen einer Friedensdienstbeschädigung mit Dienstunfähigkeit festgestellt. Er wurde für dauernd felddienstunfähig erklärt. Dieses Leiden bestand bereits seit 1900. Daher wurde Martin am 16. Oktober 1908 unter Verleihung des Sterns zum Militärverdienstorden II. Klasse in Genehmigung seines Abschiedsgesuches mit der gesetzlichen Pension zur Disposition gestellt. Er zog daraufhin mit seiner Familie von Dieuze nach München.
Nach dem Beginn des Ersten Weltkriegs wurde Martin als z.D.-Offizier wiederverwendet und zunächst am 13. November 1914 zum Vertreter des Chefs des Nachweisbüros im Kriegsministerium kommandiert. Am 22. November 1914 erfolgte seine Ernennung zum Abteilungschef. In dieser Stellung erhielt er 1915 das Eiserne Kreuz II. Klasse und am 23. August 1917 verlieh ihm König Ludwig III. das Ritterkreuz des Verdienstordens der Bayerischen Krone. Damit verbunden war die Erhebung in den persönlichen Adelsstand verbunden und er durfte sich nach der Eintragung in die Adelsmatrikel „Ritter von Martin“ nennen. Außerdem erhielt er am 26. Dezember 1917 den Charakter als Generalleutnant.
Als Folge seiner Teilnahme am Ersten Weltkrieg stellte sich bei Martin eine Gefäßverkalkung und Lungenblähung erheblichen Grades ein, außerdem eine allgemeine Nervenschwäche. Er beantragte deshalb am 24. Januar 1921 eine Kriegszulage, die ihm auch bewilligt wurde.